# Joanna Wężyk
Joanna Wężyk (ur. 1966 w Krakowie) – polska malarka mieszkająca w Stanach Zjednoczonych.

## Życiorys
Studiowała w Akademii Sztuk Pięknych w Krakowie pod kierunkiem prof. Zbysława Maciejowskiego, Kean University w Union w Stanie New Jersey oraz School of Visual Arts w Nowym Jorku.
Obrazy Joanny Wężyk znajdują się w kolekcjach Organizacji Narodów Zjednoczonych w Nowym Jorku, Biblioteki Nowojorskiej, Galerii ASP w Krakowie, Fisher Galleries w Waszyngtonie, Galerii Thibault w Paryżu, Galerii Sagana w Kolonii, w PII Institute w Filadelfii, Muzeum Archidiecezjalne w Krakowie i innych.
Była też autorką scenografii do sztuki Jana Pawła II Przed sklepem jubilera, którą wystawiono w waszyngtońskim Kennedy Center for Performing Arts, a potem w Carnegie Hall w Nowym Jorku.